# Хорошенькая (фильм)
«Хорошенькая» (англ. Good One, букв. «Хорошая») — американский независимый художественный фильм-драма 2024 года, дебютный фильм режиссёра Индии Дональдсон. Фильм рассказывает о выходных, проведённых девушкой-подростком Сэм в походе по горам вместе со своим отцом и его другом.
Премьера фильма состоялась на 40-м фестивале «Сандэнс» в январе 2024 года, а позже была показана на Каннском кинофестивале в рамках программа «Двухнедельник режиссёров». Выпущен 9 августа 2024 года компанией Metrograph Pictures. 31 июля 2025 года фильм вышел в прокат в России.
Фильм был высоко оценен критиками и получил ряд наград на кинофестивалях. Национальный совет кинокритиков США включил его в список 10 лучших независимых фильмов 2024 года.

## Сюжет
Девушка-подросток Сэм, которая осенью собирается начать обучение в колледже, идёт в поход со своим отцом Крисом и его лучшим другом Мэттом. Предполагалось, что с ними также пойдёт Дилан, сын Мэтта и ровесник Сэм, однако Дилан в последний момент со скандалом отказывается из-за разлада отношений после недавнего развода Мэтта.
По дороге Крис подшучивает над Мэттом, а Мэтт над Сэм, в том числе над тем, что она постоянно пишет сообщения своей подруге Джесси. Оказывается, что Крис тоже разведён, и с новой женой у них недавно родился ребёнок. Втроём они доезжают до гостиницы, где ночуют в одной комнате, причём Сэм ложится на полу, а мужчины занимают кровати. Утром они останавливаются у леса в горах Катскилл и с рюкзаками отправляются по маршруту. На стоянке оказывается, что Мэтт забыл спальный мешок, за что Крис критикует его. К группе подходят трое молодых парней, останавливаясь рядом. Все вместе играют в карты и обсуждают возможные туристические маршруты в разных странах, при этом Крис делится своими планами в следующем году пойти в поход по Китаю.
На следующий день троица продолжает путешествие, доходя до красивого озера. Вечером на привале они наслаждаются тишиной и покоем, хотя Мэтту не по себе от семейных проблем. Крис и Мэтт рассказывают «страшные истории», причём история Мэтта оказывается из его прошлой семейной жизни. Он задаётся вопросом, когда его сын перестанет ненавидеть его. Видя, как реагирует на разговор Сэм, Мэтт называет её мудрой и хорошей (англ. a good one). Когда Крис уходит в палатку, Сэм в шутку предлагает оставить костёр, чтобы Мэтт спал возле него и не замёрз. На это Мэтт неожиданно предлагает Сэм согреть его, а то иначе всё тепло достаётся только отцу Сэм, с которым она ночует в одной палатке. Сэм ошарашена словами Мэтта и быстро уходит.
На следующий день поход продолжается, хотя Мэтт отстаёт и идёт позади остальных. На привале возле горной реки Сэм рассказывает отцу о словах Мэтта, на что отец предлагает ей не портить хороший день. По мнению Криса, Сэм не стоит обижаться на Мэтта. Когда Крис и Мэтт отдыхают на берегу, Сэм незаметно кладёт им в рюкзаки камни и уходит, быстро добираясь до стоянки автомобилей. Однако ключей от машины у неё нет, и она остаётся ждать. Со временем появляются отец и Мэтт. Отец предлагает вести машину Сэм, она соглашается, но, сев за руль, не сразу открывает двери, чтобы впустить Криса и Мэтта. Когда Крис садится в кресло рядом с водителем, он кладёт перед собой камешек, взятый в горах, и они с Сэм обмениваются взглядами.

## В ролях
- Лили Коллиас — Сэм
- Джеймс Легро — Крис
- Дэнни Маккарти — Мэтт
- Сумая Бухбал — Джесси
- Джулиан Грэйди — Дилан
- Диана Ирвин — Кейси

## Критика
По данным агрегатора Rotten Tomatoes, 
98 % из 116 обзоров были положительными, со средней оценкой 8.2 из 10.
Настасья Горбачевская (Film.ru) оценила фильм на 9 из 10 баллов, отметив, что это «кино не назидательное и грустное, а забавное, ироничное, пусть и неуютное, но всё же оптимистичное. Прощание с детскими иллюзиями болезненно и трагично». При этом «по-настоящему захватывает именно то, как постепенно рассыпается идиллическое благополучие — без резких движений и громких криков, просто выворачивается наизнанку».